# Jaroslav Simonides
Jaroslav Simonides (ur. 17 maja 1915 w Holešovie, zm. 25 maja 1996 w Pradze) – czeski tłumacz zajmujący się literaturą polską.

## Życiorys
Po ukończeniu szkoły średniej w rodzinnym mieście rozpoczął studia na Wydziale Sztuk Pięknych Uniwersytetu Karola, gdzie specjalizował się w germanistyce i bohemistyce. Kiedy naziści podczas wojny zamknęli uniwersytety, tymczasowo zajął się księgarstwem.
W 1959 został współzałożycielem Towarzystwa im. Fryderyka Chopina i przez wiele lat nim kierował. W latach 1968–1984 był przewodniczącym klubu początkujących pisarzy „Literarium”, gdzie pomagał m.in. Halinie Pawlowskiej.
Pierwszą polską książką, którą przetłumaczył na język czeski był Mickiewicz napisany przez Tadeusza Boya-Żeleńskiego.
Tłumaczył także z języków francuskiego (Château en Suède Françoise Sagan, 1965) i niemieckiego (Die verschwundene Miniatur Ericha Kästnera, 1959). W sumie przetłumaczył ponad sto tytułów.

## Wybrane tłumaczenia

### z języka francuskiego
- Potocki, Jan: Rękopis znaleziony w Saragossie (Manuscrit trouvé à Saragosse; Praga, Odeon 1973)
- Sagan, Françoise: Zamek w Szwecji (Château en Suède; Praga, Dilia 1965; [w:] Zamek w Szwecji / Czasem skrzypce , Praga, Orbis 1967)

### z języka niemieckiego
- Kästner, Erich: Polowanie na miniaturę (Die verschwundene Miniatur; Praga, Naše vojsko 1959)

### z języka polskiego
- Bahdaj, Adam: Uważaj, czarny parasolu! (Uwaga, czarny parasol!; Praga, Państwowe Wydawnictwo Książki Dziecięcej 1966)
- Bahdaj, Adam: Kapelusz za pół miliona (Kapelusz za 100 tysięcy; Praga, Albatros 1969)
- Brandstaetter, Roman: Markolt (Markolt; Praga, Dilia 1960, + Kamil Bednář)
- Brandstaetter, Roman: The Pokonany Faust (Faust zwyciężony; Praga, Pragokoncert 1968; Praga, Pragokoncert 1969)
- Brandstaetter, Roman: The Umbrian Chronicles (Kroniki Assyžu / Dwie musy; Praga, Lidová demokracie 1967; Praga, Lidová demokracie 1968/69)
- Breza, Tadeusz: The Office (Urząd; Praga, Dilia 1973)
- Broszkiewicz, Jerzy: Ciężar wolności (Imiona władzy; Praga, Dilia 1966)
- Broszkiewicz, Jerzy: Rozbitkowie w rzece meteorów (Cz dzisiątego miesia; Praga, Albatros 1977)
- Dąbrowska, Maria: Czyste serca (Praga, Państwowe Wydawnictwo Książki dla Dzieci 1962)
- Dejmek, Kazimierz: Ciemność kryję ziemię; Praga, Dilia 1967)
- Dobraczyński, Jan: Listy Nikodema (Listy Nikodemovy; Praga, Wyszehrad 1969; Praga, Wyszehrad 1989)
- Dobraczyński, Jan: U bram Lipska (Bramy Lipska; Praga, Wyszehrad 1988)
- Dobraczyński, Jan: Znaki ręczne (Dłonie na murze; Praga, Lidová demokracie 1963)
- Dorawski, Jan Kazimierz: Człowiek podbija Himalaje (Człowiek zdobaża Himalaje; Praga, Mladá fronta 1961)
- Fredro, Aleksander: Mężczyzna i żona (Mąż i żona; Praga, Dilia 1976)
- Gawlik, Jan Paweł: Egzamin (Egzamin; Praga, Dilia 1978)
- Głowacki, Janusz: Mecz (Mecz; Praga, Dilia 1979)
- Górnicki, Łukasz: Dworzanin polski (Dworzenin polski; Praga, Odeon 1977)
- Chmielewska, Joanna: Wiadomość od zmarłego (Całe zdanie nieboszczyka; Praga, pisarz czechosłowacki 1976)
- Chmielnik, Jacek: Romans (Romanca; Praga, Dilia 1987)
- Chopin, Fryderyk: Listy do rodziny i przyjaciół (zestawienie korespondencji, Praga, Państwowe Wydawnictwo Muzyczne 1961)
- Iredyński, Ireneusz: Szopka nowoczesna (Jasęlka - moderne; Praga, Dilia 1975)
- Iwaszkiewicz, Jarosław: Fryderyk Chopin (Fryderik Chopin; Praga, SNKLHU 1958)
- Iwaszkiewicz, Jarosław: Lato w Nohant (Lato w Nohant; Praga, Dilia 1982)
- Iwaszkiewicz, Jarosław: Kochankowie z Marony i inne historie (VP, Praga, Mladá fronta 1966)
- Iwaszkiewicz, Jarosław: Pod akacjami (Pod akacjami; Praga, Dilia 1990)
- Iwaszkiewicz, Jarosław: Psyche (Psyche; Praga, Suprafon 1973)
- Jan III. Sobieski: Listy do Marysieńki (Listy do Marysieńki; komisja korespondencyjna, Praga, Odeon 1974)
- Jaworczakowa, Mira: Powstrzymywałam słońce. Biografia Mikołaja Kopernika (Gdy refleksmy od portu; Praga, Albatros 1979)
- Korzeniowski, Józef: Górale Karpacki (Karpaccy górale; [w:] Šlechtická vesnice / Spekulant / Karpatští horalé , Praga, SNKLHU 1956)
- Krasiński, Zygmunt: Komedie ne božská (Nie-Boska komedia; Praga, Odeon 1983)
- Lem, Stanisław: Astronauti (Astronauci; Praga, Państwowe Wydawnictwo Książki Dziecięcej 1956; Praga, Państwowe Wydawnictwo Książki Dziecięcej 1959; Praga, Państwowe Wydawnictwo Książki Dziecięcej 1966)
- Lem, Stanisław: Invaze z Aldebaranu (Inwazja z Aldebarana; Praga, Mladá fronta 1961)
- Lem, Stanisław: K mrakům Magelanovým (K mrakům Magelanovým; Praga, Mladá fronta 1956; Praga, Mladá fronta 1958; Praga, Mladá fronta 1959; Praga, Mladá fronta 1962; Praga, Mladá fronta 1966)
- Lem, Stanisław: Powrót z gwiazd (Powrót z gwiazd; Praga, Mladá fronta 1962)
- Lem, Stanisław: Nieskończony czas (Czas nieutracony; Praga, Mladá fronta 1959)
- Lem, Stanisław: Planet Eden (Eden; Praga, Lidová demokracie 1960; Praga, Albatros 1979)
- Lem, Stanisław: Stories of Pilot Pirx (Opowieści o pilocie Pirxie ; Praga, Odeon 1978, + Oldřich Rafaj, Lenka Stachová)
- Mrożek, Sławomir: Rzeźnia (Rzeźnia; Praga, Dilia 1977)
- Mrożek, Sławomir: Portret (Portret; Praga, Dilia 1988)
- Obidniak, Karol: Tryptyk Erotyczny (Tryptyk erotyczny; Praga, Dilia 1978)
- Pasek, Jan Chryzostom: Pamiętniki (Pamiętniki; Praga, Odeon 1975)
- Paukszta, Eugeniusz: Polomy (Wiatrołomy; Praga, Lidová demokracie 1965)
- Porazińska, Janina: Za lesy a za horami (Za górami, za lesami; Praga, Państwowe Wydawnictwo Książki Dziecięcej 1954; Praga, Państwowe Wydawnictwo Książki Dziecięcej 1956; Praga, Wydawnictwo Książki Dziecięcej 1966)
- Rakieta tantalowa. 10 polskich opowiadań science fiction (VP, Praga, Państwowe Wydawnictwo Książki dla Dzieci 1964)
- Redliński, Edward: Karate (Pustaki; Praga, Dilia 1983)
- Rej z Nagłowic, Mikołaj: Życie Józefa rodziny żydowskiej... (Żywot Józefa z pokolenia żydowskiego...; Praga, Dilia 1966)
- Różewicz, Tadeusz: Moja córka (Mója spódnica; Praga, Dilia 1970)
- Różewicz, Tadeusz: Pułapka (Pułapka; Praga, Dilia.....)
- Rymkiewicz, Jarosław Marek: Król karnawału (Król Mięsopust; Praga, Dilia 1973)
- Szaniawski, Jerzy: Ptak (Pták; [w:] Hry , Praga, Odeon 1986) [wybór gier obejmuje: Ptak - Żeglarz - Dwa Teatry - Zegar, przekład Jaroslav Simonides, Helena Stachová, Helena Teigová)]
- Toeplitz, Krzysztof Teodor: Królestwo Chaplina (Kino dla wszystkich; Praga, Mladá fronta 1965)
- Umiński, Zdzisław: Na sever od Alp (Na nětó od Alp; Praga, Wyszehrad 1977)
- Wańkowicz, Melchior: Westerplatte Hubal (Westerplate; [w:] Westerplatte / Pieśń Hubala , Praga, Wyszehrad 1979)
- Wańkowicz, Melchior: Pieśń Hubala (Hubalczycy; [w:] Westerplatte / Pieśń Hubala , Praga, Wyszehrad 1979)
- Witkiewicz, Stanisław Ignacy: Szalona lokomotywa (Szałona lokomotywa; [w:] Sztuka , Praga, Odeon 1985; [w:] Sztuka , Praga, Odeon 1986; [w:] Plays , Praga, Odeon 1990)
- Wyspiański, Stanisław: Varšavanka (Warszawianka; [w:] Varšavanka / Veselka , Praga, Odeon 1988)
- Zapolska, Gabriela: Moralność pani Dulskiej (Moralność pani Dulskiej; Praga, Dilia 1967; Praga, Dilia 1971)
- Zapolska, Gabriela: Trump (Skiz; Praga, Dilia 1972)
- Żabiński, Jan: Dlaczego słoń miał trąbę, a ptaki pióra (Jak powstała trąba słonia; Praga, Państwowe Wydawnictwo Książki Dziecięcej 1960)

Źródło:.

## Odznaczenia i nagrody
- Odznaka honorowa „Zasłużony dla Kultury Polskiej” (1974)
- Nagroda PEN Clubu (1975)
- Nagroda literacka ZAiKS-u dla tłumaczy (1988)[5]